# Hamazasp Khachaturi Babadzhanian
Hamazasp Khachaturi Babadzhanian (tiếng Armenia: Համազասպ Խաչատուրի Բաբաջանյան; 1906-1977), hay Amazasp Khachaturovich Babadzhanyan (tiếng Nga: Амазасп Хачатурович Бабаджанян) trong tiếng Nga), là một lãnh đạo quân sự Liên Xô người gốc Armenia, hàm Chánh nguyên soái binh chủng thiết giáp, Anh hùng Liên Xô (1944).

## Tiểu sử

### Thiếu thời
Babadzhanian sinh ngày 18 tháng 2 năm 1906, trong một gia đình người Armenia nghèo khó ở làng Çardaqlı, gần Yelizavetpol (sau là Kirovabad, nay là Ganja, Azerbaijan), sau là một phần của Đế quốc Nga. Một Nguyên soái Liên Xô tương lai, Ivan Bagramyan, cũng sinh ra ở ngôi làng Armenia này.
Thuở nhỏ, Babadzhanian theo học trường tiểu học bốn năm tại Çardaqlı trước khi chuyển đến Tiflis vào năm 1915 để tiếp tục theo học tại một trường trung học Armenia ở đó. Tuy nhiên, gia đình ông không thể hỗ trợ ông về tài chính lâu dài, nên ông buộc phải trở về nhà, làm việc đồng áng để kiếm sống.

### Khởi đầu binh nghiệp
Năm 1925, Babadzhanian theo học Trường Quân sự hợp thành Aleksandr Miasnikyan của Hồng quân tại Yerevan, Armenia. Trường này sau đó được chuyển đến Tbilisi và đổi tên thành Trường bộ binh hợp thành Zakavkaz, và ông tốt nghiệp sĩ quan tại đây vào năm 1929.
Ông đã được bổ nhiệm vào nhiều chức vụ khác nhau trên khắp Liên Xô, thăng dần từ một chỉ huy tiểu đoàn, lên đến cấp phó chỉ huy quân đoàn thuộc Quân khu Zakavkaz. Babadzhanian tốt nghiệp Học viện quân sự Frunze năm 1937, đạt cấp bậc thiếu tá. Năm 1938, ông được bổ nhiệm làm phó chỉ huy một trung đoàn tại Leningrad trước khi được đưa ra mặt trận sau khi Chiến tranh Mùa đông bùng nổ. Ông tham gia chiến đấu và sau đó được giao quyền chỉ huy Trung đoàn súng trường 751, đóng tại Quân khu Bắc Kavkaz.

### Chiến tranh Vệ quốc vĩ đại

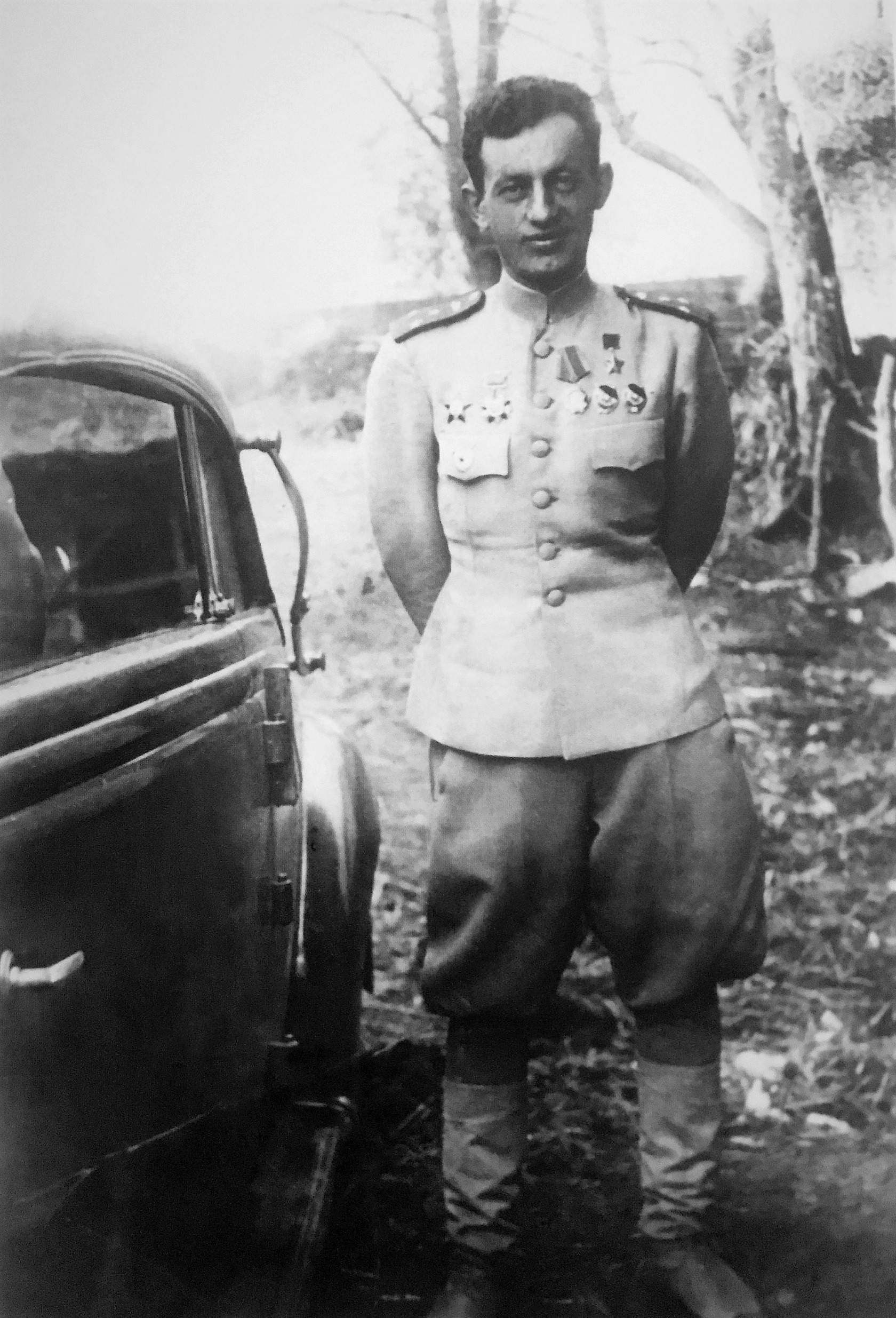
Đại tá Babadzhanian, Lữ đoàn trưởng Lữ đoàn Cơ giới Cận vệ 20. Tháng 5, 1944.

Ngày 5 tháng 7, một vài tuần sau khi Đức xâm lược Liên Xô, Babadzhanian đã được phái đến Smolensk, nơi ông đảm nhận chức vụ chỉ huy Trung đoàn súng trường 395, thuộc Sư đoàn súng trường 127. Đơn vị ông đã tham gia đoạn hậu trong một cuộc rút lui tạm thời, kháng cự mạnh mẽ chống lại các lực lượng phe Trục trước khi chuyển sang tấn công. Đơn vị ông là đơn vị đầu tiên tiến vào lại thành phố Yelnya vào ngày 8 tháng 9 năm 1941. Sau khi nghỉ ngơi và tái trang bị ở Kursk, đơn vị sớm trở lại chiến đấu trên một phần của lãnh thổ Nga và trung đoàn của Babadzhanian đã tham gia ngăn chặn đà tiến của phe Trục ở Fatezh và hỗ trợ cho việc di tản Kursk.
Trong suốt năm 1942, đơn vị của Babadzhanian ngày càng tham gia nhiều vào các hoạt động chiến đấu. Vào mùa đông năm 1941-1942, sư đoàn của ông được chuyển đến mặt trận phía Tây Nam. Tháng 9 năm 1942, ông thăng làm chỉ huy Lữ đoàn cơ giới số 3, thuộc Quân đoàn cơ giới 3.
Tháng 7 năm 1943, đơn vị của Babadzhanian được phái lên phía bắc để tham gia Trận Vòng cung Kursk. Ông được giao quyền chỉ huy Lữ đoàn xe tăng 20, lúc đó thuộc Quân đoàn cơ giới Cận vệ 8. Lữ đoàn của ông được giao nhiệm vụ chiếm giữ một vị trí tại một ngã tư gần Oboyan, nhằm ngăn chặn các hướng tiến quân từ phía bắc và phía nam của người Đức vào Kursk. Lữ đoàn bị tổn thất nặng nề bởi các đợt tấn công của lực lượng thiết giáp Đức và chính Babadzhanian đã bị thương trong trận chiến. Rất may là ông nhanh chóng hồi phục và trở lại với nhiệm vụ. Đơn vị của ông được chuyển đến Phương diện quân Ukraina 1, tham gia các đợt truy kích đánh đuổi quân Đức ra khỏi Ukraina. Trong suốt mùa đông năm 1943-1944, lữ đoàn của Babadzhanian đã tham gia giải phóng các thị trấn và làng mạc Vinnytsia, Zhmerynka và Ternopil. Các xe tăng dưới sự chỉ huy của Babadzhanian đặc biệt nổi bật trong trận chiến Koziatyn, dẫn đến tiêu diệt hoàn toàn Sư đoàn súng trường cơ giới 70 của Đức.
Tháng 3 năm 1944, Babadzhanian chỉ huy lữ đoàn của mình vượt sông Dnister trong một nỗ lực để tái chiếm thị trấn Stanislav. Sau 11 ngày chiến đấu khốc liệt, đơn vị ông đã chiếm được bàn đạp bên bờ phải của dòng sông. Vì những nỗ lực của mình, ngày 2 tháng 4, Babadzhanian được trao tặng danh hiệu Anh hùng Liên Xô.
Từ mùa hè năm 1944 đến năm 1945, đơn vị của Babadzhanian đã chiến đấu trong đội hình của Phương diện quân Belorussia 1 và 2. Ngày 25 tháng 8 năm 1944, Babadzhanian, khi đó mới mang cấp bậc trung tá, đã được bổ nhiệm làm chỉ huy Quân đoàn xe tăng cận vệ số 11, thuộc Tập đoàn quân xe tăng cận vệ 1.
Vào tháng 1 năm 1945, trong Chiến dịch Wisla-Oder, đơn vị thiết giáp của ông đã hỗ trợ hỏa lực mạnh mẽ cho các đơn vị Hồng quân tiến vào Ba Lan, nơi họ công phá các pháo đài bảo vệ các hướng tiến vào nội địa, và giúp Hồng quân đánh chiếm các thành phố Łódź, Kutno và Poznań. Đến cuối tháng, quân đoàn của Babadzhanian đã đến biên giới nước Đức và bắt đầu các hoạt động quân sự để chiếm Landsberg, Tczew, Wejherowo và một loạt các thị trấn khác ở Pomerania. Chiến đấu trong đội hình của Phương diện quân Belorussia 1, vào ngày 2 tháng 2, Quân đoàn xe tăng 11 đã vượt qua Oder và, với sự yểm trợ của pháo binh và không quân, đã tham gia đánh chiếm Frankfurt an der Oder. Đơn vị thiết giáp của Babadzhanian đã đến kịp thời để tham chiến tại Berlin, chiến đấu trong các trận chiến khốc liệt trên đường phố, phối hợp cùng với các đơn vị của Phương diện quân Ukraina 1 và tham gia đánh chiếm Reichstag.

### Sự nghiệp về sau

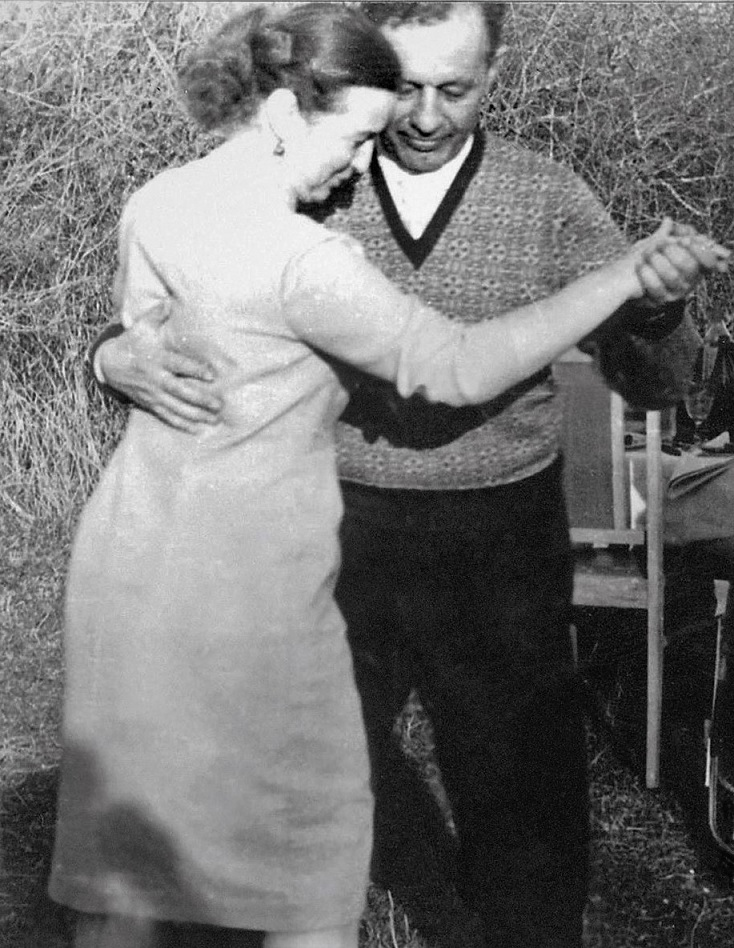
Babadzhanian khiêu vũ cùng vợ. Thập niên 1960.

Ngày 11 tháng 7 năm 1945, Babadzhanian được thăng quân hàm thiếu tướng binh chủng xe tăng Liên Xô. Ông tốt nghiệp Học viện Quân sự của Bộ Tổng tham mưu năm 1948, và được bổ nhiệm vào các vị trí chỉ huy cao cấp. Babadzhanian từng là Phó Tư lệnh thứ nhất của Quân khu Carpat từ 1950 đến 1951.
Tháng 11 năm 1956, Babadzhanian lãnh đạo Quân đoàn cơ giới 8 tiến vào Budapest, trong thời gian Liên Xô can thiệp dẫn đến sự sụp đổ của Cách mạng Hungary năm 1956. Từ năm 1959, ông là Tư lệnh Quân khu Odessa. Từ năm 1967 đến 1969, ông là lãnh đạo Học viện Quân sự Rodion Malinovsky và từ tháng 5 năm 1969, chỉ huy lực lượng xe tăng. Babadzhanian cũng từng giữ vai trò là một Phó chủ tịch của Xô viết Quốc gia trong các khóa VI và VII, đại diện cho Cộng hòa Xã hội chủ nghĩa Xô viết Moldavia. Từ năm 1969 đến 1977, ông là người đứng đầu lực lượng thiết giáp của Quân đội Liên Xô. Babadzhanian trở thành Chánh nguyên soái Binh chủng Thiết giáp vào ngày 29 tháng 4 năm 1975. Ông là một trong hai người duy nhất được phong cấp bậc này và giữ nó cho đến khi qua đời.
Ông qua đời tại Moskva vào ngày 1 tháng 11 năm 1977 và được chôn cất với đầy đủ danh dự tại Nghĩa trang Novodevichy.

## Tưởng niệm

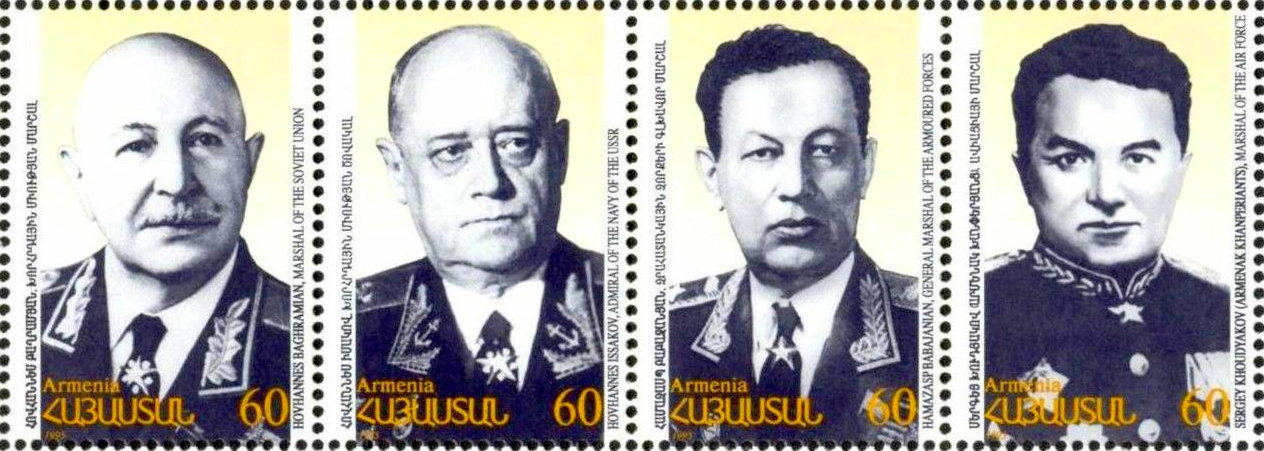
Tem anh hùng Armenia trong Thế chiến thứ hai:
Bagramyan, Isakov, Babadzhanian, Khudyakov.

Năm 1978, một khu vực thuộc Khu hành chính Tây Bắc của Moskva được đặt theo tên của Babadzhanian. Một trong những đường phố ở Yerevan được đặt theo tên của Babadzhanian. Một đường phố ở Odessa được đổi tên thành Phố Nguyên soái Babadzhanian vào ngày 22 tháng 12 năm 2012.
Ngày 23 tháng năm 2016, một tượng đài của Nguyên soái Hamazasp Babadzhanian được dựng tại thủ đô Yerevan của Armenia, trên chính con đường mang tên ông.

## Tác phẩm đã xuất bản
- (bằng tiếng Nga) Дороги Победы [Con đường đến chiến thắng]. Moskva: Molodaia Gvardiia, 1972.
- (bằng tiếng Nga) Tанки и Tанковые Войска [Xe tăng và Lực lượng xe tăng]. Moskva: Voenizdat, 1970.

## Lược sử cấp bậc
- Thiếu tá (11.12.1939)
- Trung tá (1941)
- Đại tá (22.05.1943)
- Thiếu tướng xe tăng (11.07.1945)
- Trung tướng xe tăng (03.08.1953)
- Thượng tướng (28.12.1956)
- Nguyên soái thiết giáp (28.10.1967)
- Chánh nguyên soái thiết giáp (29.04.1975)

## Giải thưởng và danh dự
Liên Xô
|  | Anh hùng Liên Xô (26 tháng 4 năm 1944)                                                                                          |
|  | Bốn Huân chương Lenin (26 tháng 4 năm 1944, 15 tháng 11 năm 1950, 17 tháng 2 năm 1966, 15 tháng 9 năm 1976)                     |
|  | Huân chương Cách mạng Tháng Mười (4/5/1972)                                                                                     |
|  | Huân chương Cờ đỏ, bốn lần (17 tháng 2 năm 1942, ngày 13 tháng 6 năm 1943, ngày 11 tháng 6 năm 1945, ngày 30 tháng 12 năm 1956) |
|  | Huân chương Suvorov, hạng 1 (29/5/1945)                                                                                         |
|  | Huân chương Suvorov, hạng 2 (6 tháng 4 năm 1945)                                                                                |
|  | Huân chương Kutuzov, hạng 1 (18 tháng 12 năm 1956)                                                                              |
|  | Huân chương Chiến tranh ái quốc, hạng 1 (1 tháng 3 năm 1944)                                                                    |
|  | Huân chương Sao đỏ, hai lần (24 tháng 6 năm 1943, ngày 3 tháng 11 năm 1944)                                                     |

- Chứng thương trong chiến đấu

Ngoại quốc
|  | Huân chương Thánh giá Grunwald, hạng 3 (Ba Lan)                          |
|  | Virtuti Militari, hạng 4 (Ba Lan)                                        |
|  | Huân chương Polonia Restituta, hạng 4 (Ba Lan)                           |
|  | Huân chương Ngày 9 tháng 9 năm 1944, hạng 1 (Cộng hòa Nhân dân Bulgaria) |
|  | Huân chương Cờ đỏ (Cộng hòa Nhân dân Mông Cổ)                            |

Công dân danh dự
- Yelnya, Nga (1970)
- Zalishrobky, Ukraina
- Gdynia, Ba Lan (1972-2004) [note 1]